# Charles Thomas (Delawarepolitiker)
Charles Thomas, född 23 juni 1790 i New Castle County i Delaware, död 8 februari 1848 i New Castle County i Delaware, var en amerikansk politiker (demokrat-republikan). Han var Delawares guvernör 1823–1824.
Guvernör Joseph Haslet avled 1823 i ämbetet och efterträddes av Thomas. Han efterträddes i sin tur 1824 av Samuel Paynter.